# Усть-Ілімська ГЕС
Усть-Ілімська ГЕС — гідроелектростанція на річці Ангара, третя ступень Ангарського каскаду, Усть-Ілімськ, Іркутська область, Росія.

## Загальні відомості
Будівництво ГЕС почалося у 1963, закінчилося у 1980 . Склад споруд ГЕС:
- бетонна гравітаційна гребля завдовжки 1475 м і заввишки 105 м, що складається зі станційної греблі довжиною 396 м, водозливної греблі завдовжки 242 м, і глухих частин греблі (в руслі і берегах) завдовжки 837 м.
- лівобережна кам'яно-земляна гребля завдовжки 1710 м і заввишки 28 м.
- правобережна земляна (піщана) гребля завдовжки 538 м і заввишки 47 м.
- пригребельна будівля ГЕС завдовжки 440 м.
- Висота верхнього б'єфу над рівнем моря (НПР) становить 296 м[1] По греблі ГЕС прокладений автодорожній перехід, по якому закрито рух. Судопропускних споруд ГЕС не має, в перспективі передбачено спорудження суднопідіймача.

Проектна потужність — 4320 МВт, встановлена - 3840 МВт, середньорічне вироблення — 21,7 млрд кВт·год. У будівлі ГЕС встановлено 16 радіально-осьових гідроагрегатів потужністю по 240 МВт, що працюють при робочому напорі 90,7 м. Напірні споруди ГЕС (довжина напірного фронту 3,84 км) утворюють велике Усть-Ілімське водосховище площею 1922 км ², повним об'ємом 58,9 км³. При створенні водосховища було затоплено 154,9 тис.га земель, в тому числі 31,8 тис.га сільгоспугідь. Було переселено 14,2 тис. осіб з 61 населеного пункту. Було вирубано 11,9 млн. м³ лісу.
Електростанція спроектована інститутом «Гідропроект».
Усть-Ілімська ГЕС контролюється ВАТ «Іркутськенерго», проте греблі ГЕС знаходяться у федеральній власності, планується їх передача ВАТ «РусГідро».

## Економічне значення
Усть-Ілімська ГЕС відіграє важливу роль у забезпеченні стійкості енергосистеми Сибіру. Значну частину електроенергії ГЕС споживають алюмінієві та лісохімічні виробництва. ГЕС стала базою для створення Усть-Ілімського територіально-виробничого комплексу.

## Історія будівництва
У 1959 Московський державний інститут проектування електростанцій і підстанцій заснував у с. Невон Ангарську комплексно-вишукувальну партію для вивчення термічного режиму Ангари, напрями майбутніх ліній високовольтних передач. У вересні 1960 Державна комісія ухвалила рішення: визнати найдоцільнішим місцем для зведення Усть-Ілімського гідровузла браму в 20 км нижче гирла р.. Ілім, на Ангарі, біля скелястого Толстого мису.
Постановою ЦК КПРС і Ради Міністрів СРСР від 8 червня 1962 було визначено початок будівництва та встановлена потужність. 22 серпня 1962 був виданий наказ про початок підготовчих робіт з будівництва Усть-Ілімської ГЕС.
Відповідно до проекту будівництво Усть-Ілімської ГЕС було розбито на два етапи. Перший — виконання підготовчих робіт — склав п'ять років: з 1963 по 1967. За цей час був освоєний будівельний майданчик на лівому березі Ангари, підсобні виробничі підприємства: бетонні, арматурні заводи, авторемонтні майстерні, селище гідробудівників, прокладена лінія електропередачі Братськ - Усть-Ілімськ. У червні 1966 був відкритий наскрізний постійний проїзд по автодорозі від Братська до майбутньої Усть-Ілімської ГЕС. У березні 1966 почалися роботи на основних спорудах гідровузла. Ця дата вважається офіційним початком будівництва ГЕС. У лютому 1967 було вироблено перше перекриття Ангари. З 1968 будівельники приступили до спорудження основних об'єктів гідроелектростанції. Розпочався другий етап будівництва, який тривав сім років: з 1968 по 1974.
22 квітня 1968 в греблю ГЕС поклали перший кубометр бетону. Друге перекриття русла Ангари було зроблено 13 серпня 1969. 3 жовтня 1974 почалося заповнення Усть-Ілімського водосховища, воно тривало до 1977 . Перший агрегат ГЕС дав промисловий струм 28 грудня 1974, а 20 травня 1975 гідроелектростанція виробила свій перший мільярд кВт · г електроенергії. У 1975 — 1977 вводилося щорічно по 4 агрегати. 25 жовтня 1977 з пуском 15-го агрегату Усть-Ілімська ГЕС була запущена на повну потужність першої черги — 3600 МВт. У жовтні 1978 гідроелектростанція виробила 50 мільярд кВт · г електроенергії. Наприкінці березня 1979 був включений в мережу останній — шістнадцятий агрегат станції. У грудні 1980 ГЕС здана в постійну експлуатацію.

## Ресурси Інтернету
- Опис Усть-Ілімської ГЕС на сайті ВАТ «Іркутськенерго»(рос.)
- Сайт Інституту «Гідропроект»(рос.)
- Емблема Усть-Ілімської ГЕС (.jpg)(рос.)
- Ювілейний знак присвячений виробці 600 млрд кв.години на Усть-Ілімській ГЕС (.jpg)(рос.)